# Alleanza della Sinistra Democratica
Alleanza della Sinistra Democratica (in polacco: Sojusz Lewicy Demokratycznej - SLD) è stato un partito politico polacco di centrosinistra.
Nacque nel 1991 come coalizione e come partito nel 1999. È stato al governo dal 2001 al 2005, anno dal quale è passato all'opposizione.
A livello europeo aderiva al Partito del Socialismo Europeo e i suoi eurodeputati sedevano nel gruppo dell'Alleanza Progressista dei Socialisti e dei Democratici. A livello sovranazionale era membro dell'Alleanza Progressista, avendo abbandonato l'Internazionale Socialista.

## Storia
Il partito si presenta come prosecutore del precedente Socialdemocrazia della Repubblica di Polonia, sorto nel 1990 dallo scioglimento del Partito Operaio Unificato Polacco.
L'Alleanza della Sinistra Democratica, comunque, era presente già dal 1991 come coalizione, di cui SdRP era il soggetto predominante, ma solo nel 1999 si trasformò in un vero e proprio partito.
Successivamente il partito si allea con l'Unione del Lavoro; la coalizione vince le elezioni parlamentari del 2001 e forma un governo insieme al Partito Popolare Polacco con Primo Ministro Leszek Miller.
Nelle elezioni parlamentari del 2007 ha dato luogo alla coalizione Sinistra e Democratici, a cui hanno aderito anche a Unione del Lavoro, Partito Democratico e Socialdemocrazia di Polonia. La coalizione è risultata la terza forza politica a livello nazionale dopo i liberali ed ai conservatori e si è messo all'opposizione del governo sostenuto dai primi.
Nel 2020, in occasione delle presidenziali del 2020, il partito ha dato vita, con Primavera, all'alleanza Nuova Sinistra. L'anno successivo Nuova Sinistra si è trasformata in un partito unitario: l'Alleanza della Sinistra Democratica si è pertanto sciolta per confluirvi.

## Risultati elettorali
| Elezione          | Elezione     | Voti                  | %                     | Seggi     |
| ----------------- | ------------ | --------------------- | --------------------- | --------- |
| Parlamentari 1991 | Sejm         | 1.344.820             | 11,99                 | 60 / 460  |
| Parlamentari 1993 | Sejm         | 2.815.169             | 20,41                 | 171 / 460 |
| Parlamentari 1997 | Sejm         | 3.551.224             | 27,13                 | 164 / 460 |
| Parlamentari 2001 | Sejm         | 5.342.519             | 41,04                 | 200 / 460 |
| Europee 2004      | Europee 2004 | 561.311               | 9,35                  | 4 / 54    |
| Parlamentari 2005 | Sejm         | 1.335.257             | 11,31                 | 55 / 460  |
| Parlamentari 2007 | Sejm         | In LiS                | In LiS                | 40 / 460  |
| Europee 2009      | Europee 2009 | 908.765               | 12,34                 | 6 / 50    |
| Parlamentari 2011 | Sejm         | 1.184.303             | 8,24                  | 27 / 460  |
| Europee 2014      | Europee 2014 | 667.319               | 9,44                  | 4 / 51    |
| Parlamentari 2015 | Sejm         | In Sinistra Unita     | In Sinistra Unita     | 0 / 460   |
| Europee 2019      | Europee 2019 | In Coalizione Europea | In Coalizione Europea | 5 / 51    |
| Parlamentari 2019 | Sejm         | 2.319.946             | 12,56                 | 24 / 460  |
| 1. 2. 3.          |              |                       |                       |           |

| Elezione           | Elezione | Candidato               | Voti      | %     | Esito                |
| ------------------ | -------- | ----------------------- | --------- | ----- | -------------------- |
| Presidenziali 1990 | I turno  | Włodzimierz Cimoszewicz | 1.514.025 | 9,21  | ❌ Non eletta/o (4º) |
| Presidenziali 1995 | I turno  | Aleksander Kwaśniewski  | 6.275.670 | 35,11 | ✔️ Eletta/o          |
| Presidenziali 1995 | II turno | Aleksander Kwaśniewski  | 9.704.439 | 51,72 | ✔️ Eletta/o          |
| Presidenziali 2000 | I turno  | Aleksander Kwaśniewski  | 9.485.224 | 53,9  | ✔️ Eletta/o          |
| Presidenziali 2005 | I turno  | Marek Borowski          | 1.544.642 | 10,3  | ❌ Non eletta/o (4º) |
| Presidenziali 2010 | I turno  | Grzegorz Napieralski    | 2.299.870 | 13,68 | ❌ Non eletta/o (3º) |
| Presidenziali 2015 | I turno  | Magdalena Ogórek        | 353.883   | 2,38  | ❌ Non eletta/o (5º) |
| Presidenziali 2020 | I turno  | Robert Biedroń          | 432.129   | 2,22  | ❌ Non eletta/o (6º) |

## Esponenti
- Leszek Miller: Vicepresidente del partito a metà degli anni novanta del XX secolo. Uscito premier dalle elezioni del 2001, proveniente dalla corrente conservatrice del partito. La posizione contraria alla costituzione europea provocò la scissione dell'SDPL e la caduta del governo Miller il 2 maggio 2004.
- Aleksander Kwaśniewski: Uscito presidente dalle elezioni del 1995, proveniente dalla corrente riformista del partito. Rieletto nel 2000 per un secondo mandato.
- Marek Belka: premier nominato da Aleksander Kwaśniewski dopo la caduta del governo Miller nel 2004.
- Włodzimierz Cimoszewicz: premier nominato da Aleksander Kwaśniewski dopo la caduta del governo Oleksy.
- Magdalena Ogórek: candidata alle elezioni presidenziali 2015